# إليو إبارا
إليو إبارا (مواليد 30 أكتوبر 1967) هو ملاكم أرجنتيني، مثّل بلاده في الألعاب الأولمبية الصيفية 1992. كما حاز على الميدالية البرونزية في دورة الألعاب الأمريكية 1991 في فئة الوزن الثقيل السوبر.

## روابط خارجية
إليو إبارا على موقع أوليمبيديا (الإنجليزية)